# Michelle Mone

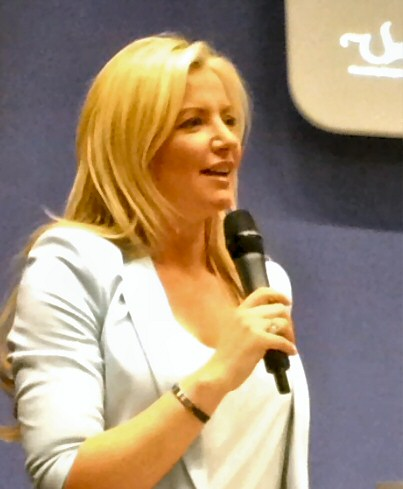
Michelle Mone, 2013

Michelle Georgina Mone, Baroness Mone, OBE (* 8. Oktober 1971 in Glasgow, Schottland als Michelle Georgina Allan) ist eine britische Unternehmerin und Politikerin.

## Biografie
Mone wurde in eine Arbeiterfamilie im East End von Glasgow geboren. Sie hatte einen älteren Bruder, der im Alter von acht Jahren an den Folgen einer Spina bifida verstarb. Im Alter von 15 Jahren verließ sie die Schule und arbeitete zunächst als Model. Mit 17 Jahren lernte sie Michael Mone kennen, den sie ein Jahr später heiratete. Im selben Jahr bekam sie ihr erstes Kind. Ihrem Ehemann zuliebe konvertierte sie zum Katholizismus. Später folgten zwei weitere Kinder. Ab 1996 gründete und etablierte sie zusammen mit ihrem Gatten die Dessous-Marke Ultimo. 2010 wurde sie für ihre unternehmerischen Leistungen als Officer des Order of the British Empire (OBE) ausgezeichnet. 2014 verkaufte sie die Mehrheit ihrer Unternehmensanteile und zog sich 2015 aus der Geschäftsführung zurück.
Die Ehe mit Mone wurde 2011 geschieden. Im Jahr 2020 heiratete sie den Geschäftsmann Douglas Barrowman.
Am 30. September 2015 wurde sie zur Life Peeress mit dem Titel Baroness Mone, of Mayfair in the City of Westminster, erhoben. Sie wurde dadurch Mitglied des House of Lords. Im Parlament sitzt sie auf Seiten der Conservative Party.

## Korruptionsvorwürfe
Während der Corona-Pandemie erhielt das Unternehmen PPE Medpro, das erst wenige Wochen zuvor gegründet worden war, zwischen Mai und Juni 2020 von der britischen Regierung zwei Regierungsaufträge im Volumen von insgesamt 203 Millionen £ für die Lieferung von medizinischen Masken und Schutzkleidung für den National Health Service (NHS). Diese Ausrüstungen fanden jedoch nur teilweise Verwendung. Im Dezember 2020 zeigte ein Bericht der BBC, dass gelieferte Schutzkleidung im Wert von 122 Millionen £ niemals zum Einsatz gekommen war. In Reaktion auf Kritik erklärte der britische Gesundheitsminister Will Quince, dass die Regierung auf dem Höhepunkt der Pandemie schnell habe handeln müssen, um die Versorgung mit medizinischer Schutzausrüstung sicherzustellen.
Am 23. November 2022 veröffentlichte der britische Guardian einen Bericht, nach dem Michelle Mone die Firma PPE Medpro in privaten E-Mails gegenüber konservativen Parteikollegen und Ministern empfohlen hatte, und dies zu einem Zeitpunkt, als die Firma noch gar nicht ins Handelsregister eingetragen worden war. Mone hatte später bei der Offenlegung potentieller Interessenkonflikte im Oberhaus angegeben, keine geschäftlichen Verbindungen zu PPE Medpro zu haben. Später seien dann, so der Bericht des Guardian, aus den Profiten von PPE Medpro mindestens 65 Millionen £ an Douglas Barrowman, den Ehemann von Michelle Mone, einen auf der Isle of Man registrierten Geschäftsmann, gezahlt worden. Dieser habe das Geld dann in verschiedenen offshore-Konten, Treuhandkonten und Unternehmen angelegt. Unter anderem seien im Oktober 2020 28,8 Millionen £ in eine Investmentgesellschaft geflossen, von der direkt Mone und ihre erwachsenen Kinder profitierten. Als Quelle für diese Informationen nannte der Guardian durchgesickerte interne Dokumente der Bank HSBC. Mone und Barrowman bestritten Interessenkonflikte, äußerten sich zunächst aber nicht näher.
Am 6. Dezember 2022 beantragte Mone die Freistellung von den Pflichten und Rechten eines Oberhausmitgliedes, um sich mit den gegen sie erhobenen Vorwürfen auseinandersetzen zu können. Zuvor war im Parlament eine von der Labour Party initiierte Resolution beschlossen worden, in der die Regierung Sunak aufgefordert wurde, sämtliche Dokumente in Zusammenhang mit den Regierungsaufträgen an PPE Medpro zu veröffentlichen. Die konservative Fraktion hatte sich dabei der Stimme enthalten.